# Marek Przełomiński
Marek Przełomiński herbu Ślepowron – porucznik piechoty węgierskiej.

## Biografia
Daty życia nieznane. Był Serbem z pochodzenia. Żołnierz koronny, brał udział w walkach z kozakami podczas tłumienia powstania Nalewajki. Walczył w wojnie ze Szwecją, w 1610 podczas konfliktu z Rosją, wziął udział w wyprawie Żółkiewskiego na Moskwę. W 1611 za zasługi wojenne dla Rzeczypospolitej na wniosek hetmana Stanisława Żółkiewskiego, Przełomiński wówczas porucznik piechoty węgierskiej, został nobilitowany. Drogą adopcji herbowej otrzymał herb Ślepowron, do herbu przyjął go Jan Kochanowski łowczy koronny i dworzanin królewski.